# エデルン
エデルン （Edern）は、フランス、ブルターニュ地域圏、フィニステール県のコミューン。

## 地理
エデルンはコルヌアイユ地方の中心部にあり、県都カンペールとは約15km離れている。コミューンの地形は相対的に丘がちである。

## 由来
エデルンとは、9世紀のキリスト教の隠者エデルン（Saint Edern）に由来する。その名前からアイルランド島出身とされるが、一部ではウェールズ出身と考えられている。彼がコルヌアイユに到着した後、キスティニックの森への道がつくられ、ブリエック教区内に礼拝堂がつくられた。
1795年6月、主要道を避けてロコール・マンドン（現在モルビアン県のコミューン）からエデルンを通過したシュアンの首領ジョルジュ・カドゥーダルは、一両日中に火薬を手に入れるためポン・ド・ビュイの火薬庫を目指した。彼の副官の1人エヴェノ（Éveno）は、恐怖で震え上がる住民を前に立憲派司祭を射殺した。また、教区内の農家3人を人質にとって2頭のウマと6台の荷車を接収した。
1943年1月23日、アメリカ空軍の戦略爆撃機B-17が、ロリアン空爆の帰路にフォッケウルフ Fw190によって攻撃、エデルンのケルガナバン地区に墜落した。B-17には10人が搭乗しており、2名が死亡した。他2人はル・クロワトル＝プレバン住民によって匿われ、イギリスへ無事逃れた。残り6人のうち5人は戦争捕虜となり、1945年5月に解放されるまで戦争捕虜収容所に収容されていた · 。

## 人口統計
| 1962年 | 1968年 | 1975年 | 1982年 | 1990年 | 1999年 | 2006年 | 2010年 |
| ------ | ------ | ------ | ------ | ------ | ------ | ------ | ------ |
| 1666   | 1567   | 1590   | 1690   | 1759   | 1804   | 1969   | 2112   |

参照元:1999年までEHESS、2000年以降INSEE

## ゆかりの人物
- ジャン＝エデルン・アリエ（fr） - 作家。ミドルネームのエデルン（Edern）は、家族がエデルンにラ・ボワシエールというマノワールを所有していた縁による。